# Celles (Hainaut)
Pour les articles homonymes, voir Celles.
Celles (en picard Chièl, Chèl), Celles-en-Hainaut ou encore Celles-lez-Tournai, est une commune francophone de Belgique située en Région wallonne dans la province de Hainaut, ainsi qu’une localité où siège son administration.

## Géographie

### Sections de la commune

La commune de Celles et ses sections

La commune est composée des sections suivantes :
| # | Nom              | Superf. (km2). | Habitants (2020). | Habitants par km2 | Code INS |
| - | ---------------- | -------------- | ----------------- | ----------------- | -------- |
| 1 | Celles (I)       | 9,33           | 1.051             | 113               | 57018A   |
| 2 | Molenbaix (IV)   | 11,46          | 814               | 71                | 57018B   |
| 3 | Pottes (III)     | 12,58          | 1.321             | 105               | 57018C   |
| 4 | Escanaffles (II) | 13,45          | 1.141             | 85                | 57018D   |
| 5 | Velaines (V)     | 16,97          | 1.157             | 68                | 57018E   |
| 6 | Popuelles (VI)   | 3,69           | 203               | 55                | 57018F   |

## Démographie

### Démographie: Avant la fusion des communes
- Source: DGS recensements population
- 1846: Scission de Molenbaix en 1836

### Démographie: Commune fusionnée
En tenant compte des anciennes communes entraînées dans la fusion de communes de 1977, on peut dresser l'évolution suivante :
Les chiffres des années 1831 à 1970 tiennent compte des chiffres des anciennes communes fusionnées.
- Source: DGS , de 1831 à 1981=recensements population; à partir de 1990 = nombre d'habitants chaque 1er janvier[3]

## Histoire

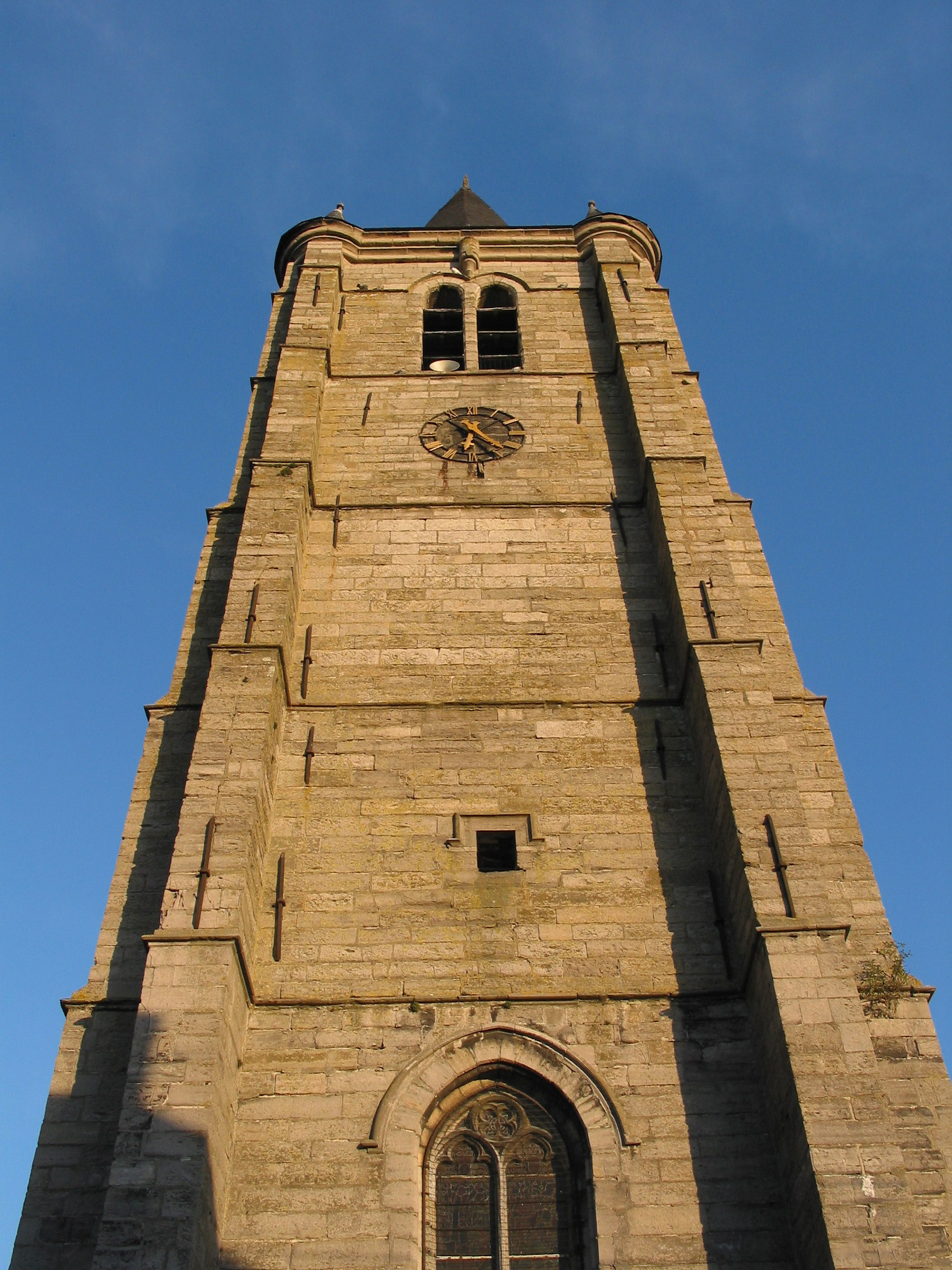
L’église Saint-Christophe.

Ogimont et Pottes étaient dans le passé des fiefs situés sur l'actuelle commune de Celles, donnant à leur possesseur le titre de seigneur. Le 28 septembre 1629, sont données à Madrid (la région faisait alors partie des Pays-Bas espagnols), des lettres érigeant la seigneurie d'Ogimont en vicomté au bénéfice de Jean de Marnix, baron de Pottes, seigneur d'Ogimont. La seigneurie d'Ogimont bénéficie de la haute moyenne et basse justice (justice seigneuriale). Elle dépend de la cour féodale (fief appartenant au roi) d'Audenarde.
Philippe-François de La Hamayde, écuyer, est seigneur d'Ogimont à la fin du XVIIe - début du XVIIIe siècles.Il meurt à Lille le 18 août 1709. Il prend pour femme à Lille le 15 janvier 1691 Anne-Catherine Obert. Fille de François , écuyer, seigneur du Breucq, fait chevalier le 14 septembre 1648, et de Marie de Seur, elle meurt à Lille le 29 mai 1705.
Au XVIIe – XVIIIe siècles, Baudry-François de Roisin est baron de Celles. Il a épousé Jeanne-Agnès Delfosse, un de leurs fils est seigneur de Forest-lez-Frasnes.

## Armoiries
|  | Blason de Celles depuis la fusion des communes Blasonnement : Mal-gironné de six pièces d'or et d'azur, chargé en cœur d'un tourteau de gueules chargé d'une tour ajourée d'argent. - Délibération communale : 8 juillet 1991 - Arrêté de l'exécutif de la communauté : 18 décembre 1991                                                                               |
|  | Blason de Celles Blasonnement : Écartelé, aux 1 et 4 d'argent à trois fasces de gueules, aux 2 et 3 d'argent à trois doloires de gueules les deux en chef adossées, sur le tout un écusson écartelé aux 1 et 4 d'azur à trois lys d'or, aux 2 et 3 de gueules plain, sur le tout du tout d'hermine plain. DC 18 août 1924 - AR 15 juillet 1925 - MB 9-10 novembre 1925 |

## Politique et administration

### Conseil et collège communal 2024-2030
Le 25 novembre 2024, le Conseil des élections locales a annulé l’élection communale de Celles. Une nouvelle élection est organisée le 12 janvier 2025.

## Patrimoine et culture

### Patrimoine architectural
- Liste du patrimoine immobilier classé de Celles

## Galerie

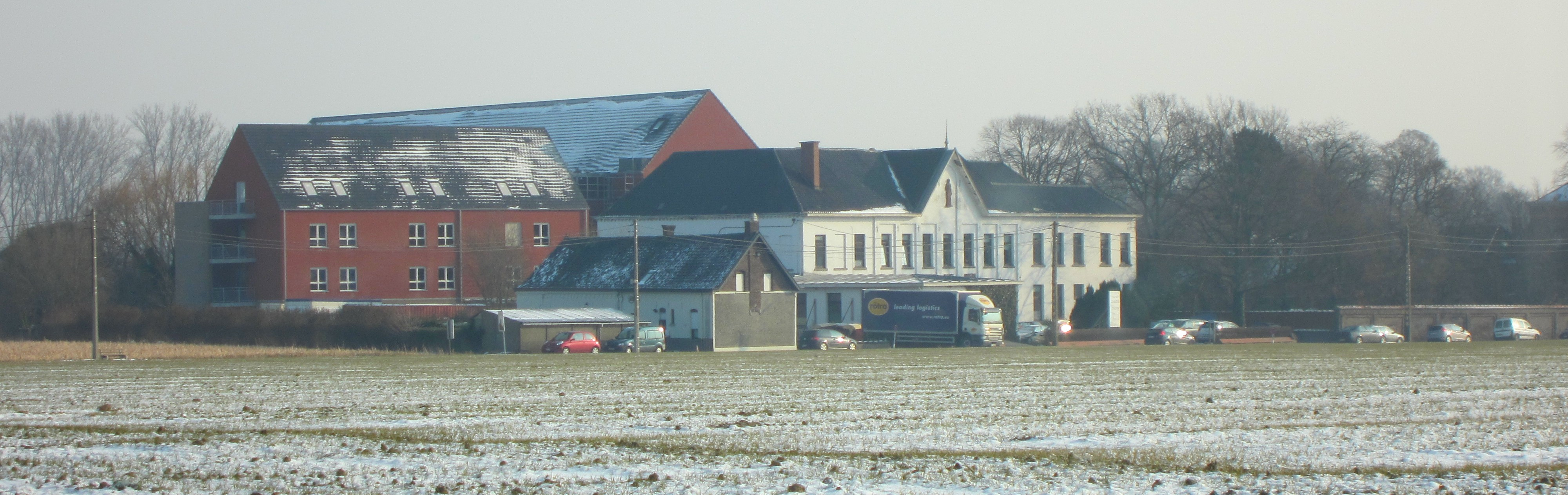
La maison de retraite.
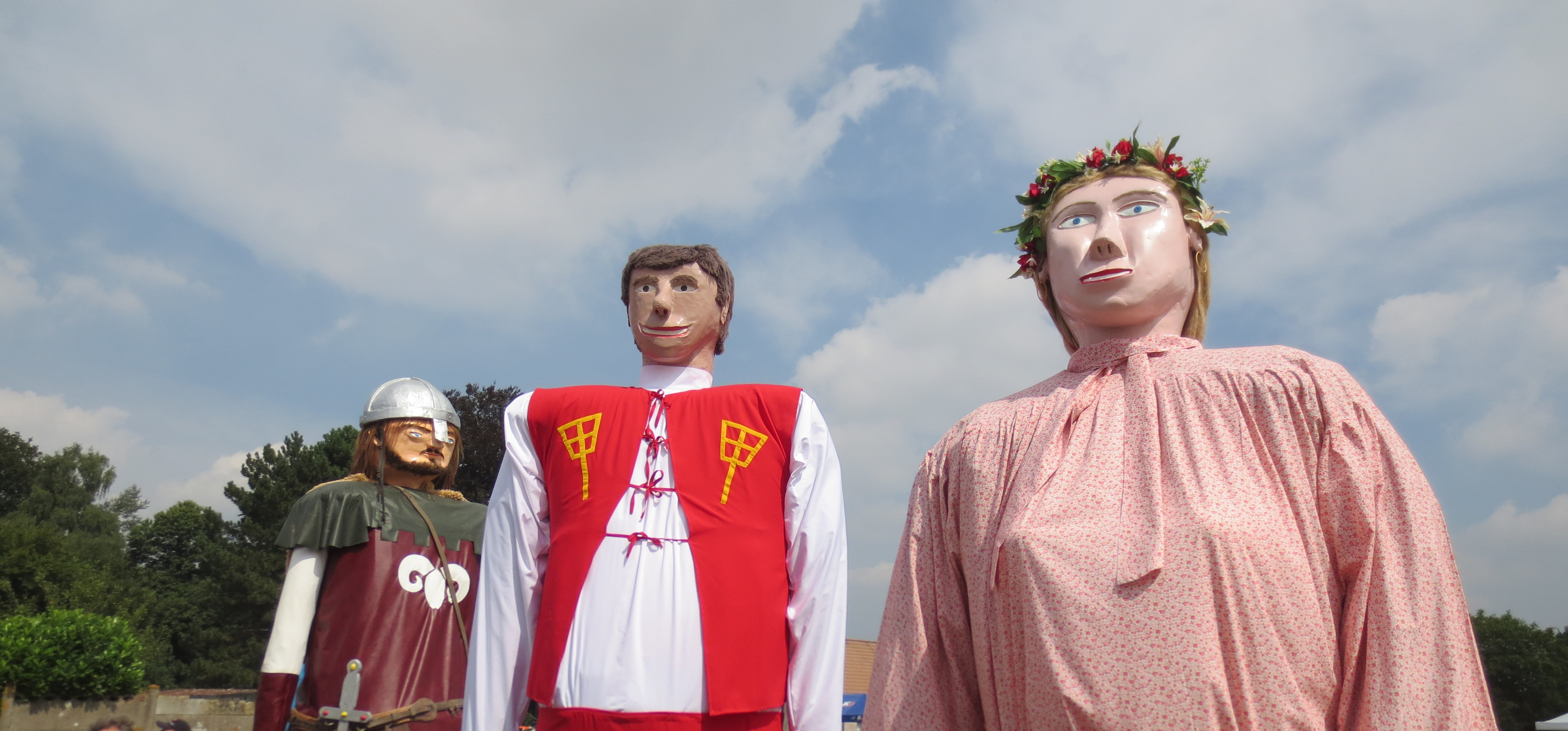
Les géants.